# Antonín Los
Antonín Los (25. květen 1864 Třebotov – 1. květen 1923 Praha-Smíchov) byl český stavitel, geodet, specialista na projekci a stavbu staveb z litého betonu. Je autorem prvního betonového silničního mostu v Čechách (1896).

## Život
Za svého života se hlásil k šlechtické rodině Ottů z Losu. Pocházel ze zemědělské rodiny žijící po několik generací v obci Třebotov (okr. Praha-západ). Narozen 25. května 1864 jako prostřední z pěti dětí domkáře Antonína Lose (v matrice psaného jako Loš) a Anny, rozené Jelínkové v Třebotově čp. 44. V době Velké války byl obviněn ze špionáže a internován. Po celý svůj život zůstal svobodný. Zemřel v Praze na Smíchově 1. května 1923, pohřben byl na hřbitově v rodném Třebotově.

## Studium
V roce 1883 absolvoval v Praze První českou reálku a zahájil studium na české technice v Praze. Patřil mezi vynikající studenty, což vedlo v roce 1885 k udělení studijního stipendia. Finanční podporu, určenou k studijním cestám, obdržel i v roce 1894 od rady města Prahy. Los díky tomuto stipendiu navštívil severoitalská města (Terst, Milán, Turín) a jak do žádosti podporu uvedl, zájem jeho studia byly: dráhy, betonové stavby, vliv komunikací na rozvoj obchodu a průmyslu, na národohospodářství a na blahobyt společnosti.

## Cesta kolem světa
Poté, co jej studijní cesty zavedly do většiny evropských států, rozhodl se Antonín Los připravit a podstoupit studijní cestu kolem světa. Jeho záměrem bylo z Evropy odplout do severní Ameriky. Procestovat ji z východu na západ. Přeplout do Japonska, odtud do tehdejšího Mandžuska. Do Evropy se vrátit vlekem po transsibiřské magistrále.
Logistické přípravy a získání finančních prostředků probíhaly v roce 1901. Na cestu se A. Los vydal 19. března 1902. Německou lodí Korunní princ Vilém vyplul z Brém do New Yorku. V tomto městě zůstal delší čas. Posléze se vydal na cestu Spojenými státy a navštívil například města Boston, Filadelfie, Baltimore, Washington, Cincinnati, Chicago, Omaha. Cestu zakončil v městě San Francisco. Plánovanou plavbu do Japonska přehodnotil a dokončení své cesty kolem světa odložil na příští rok (již ji neuskutečnil). Tou dobou v Japonsku propukla epidemie cholery. Proto se ze San Franciska vydal zpět na východní pobřeží Spojených států a odtud do Evropy. Na cestě trvající šest měsíců, o délce 49 tisíc kilometrů, utratil šest tisíc korun (do čehož nepočítal náklady na pořízení fotografií, pohlednic, fotoaparátu).
Losova cesta Spojenými státy měla studijní charakter. Zajímal se především o inženýrské stavby, komunikace a mosty. Po návratu domů se rozhodl o získané poznatky podělit se svými kolegy a to na stránkách odborných časopisů (např. Technický obzor) a na přednáškách. Poprvé o své cestě přednášel v Praze Spolku architektů a inženýrů v království České. Popis své cesty rozdělil do dvou přednášek (9. a 16. ledna 1903). O několik měsíců později (31. březen) se k tématu ve třetí přednášce v pražské Měšťanské besedě se vrátil. V Brně, pro Spolek českých inženýrů a architektů v markrabství Moravském, přednášel 19. ledna 1903.

## Architekt, stavitel
Po dokončení vysokoškolského studia přijal roku 1890 zaměstnání při stavbě drážďanského vlakového nádraží, o čemž o několik let později (1894) přednášel v Praze.
V roce 1896 u pražského místodržitelství podstoupil dvě zkoušky. Po jejich úspěšném splnění byl v květnu uznán úředně oprávněným stavebním inženýrem a červenci úředně oprávněným civilním geometrem, stavitelem a stavebním inženýrem.
Po složení zkoušek Antonín Los založil v Praze firmu, nabízející projekci a stavbu železničních, mostních, vodních a kanalizačních staveb, realizovaných především betonem. Jednou z jeho prvních a nejvýznamnějších realizací se v roce 1896 stala projekce a stavba prvního silničního betonového obloukového mostu v Čechách, překlenující říčku Rokytku. Most dodnes existuje a je osazen pamětní deskou s nápisem:

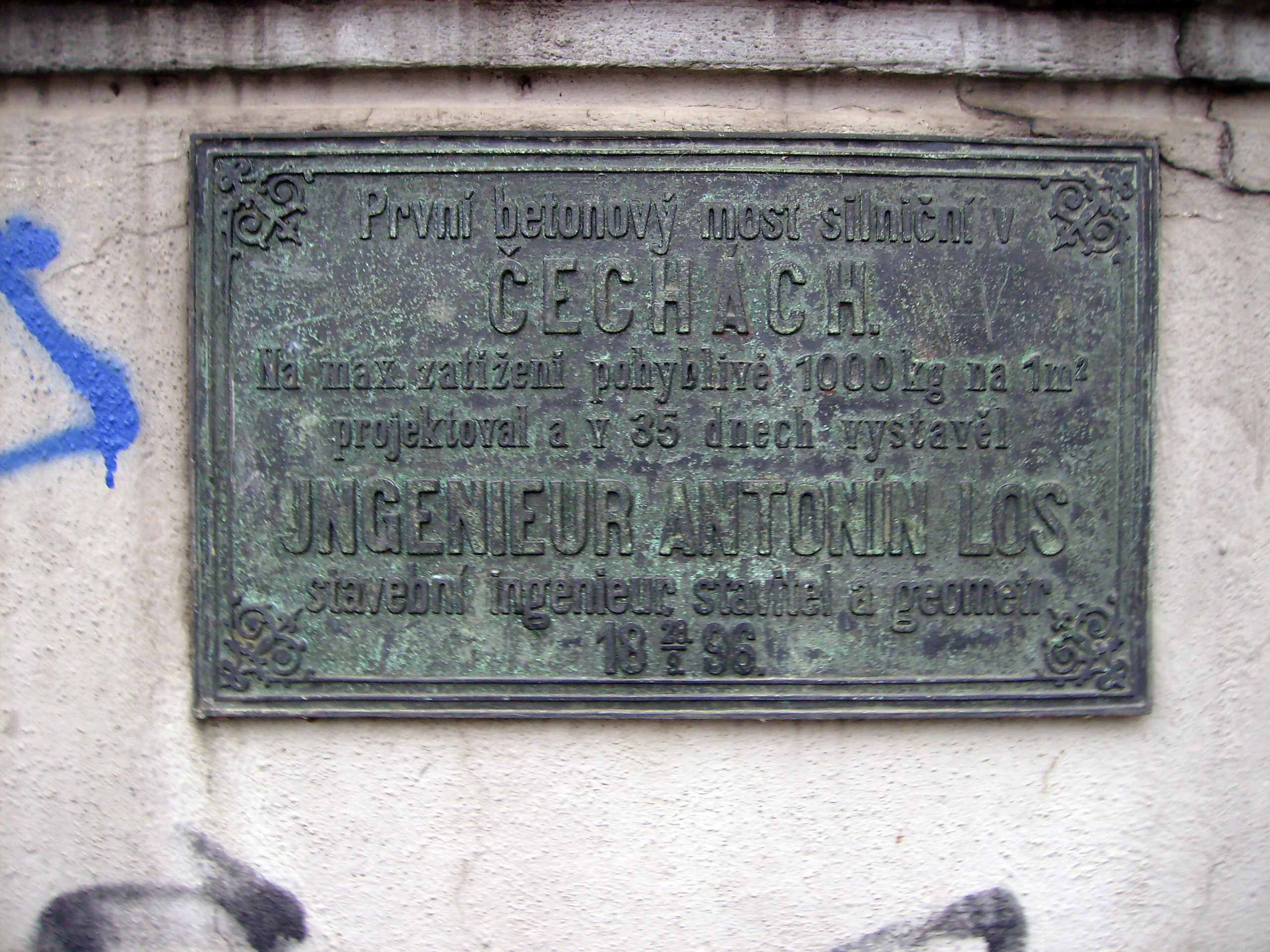
Pamětní deska na mostě přes Rokytku

| „ | První betonový most silniční v Čechách Na maximální zatížení pohyblivé 1000 kg/m2 projektoval a v 35 dnech vystavěl INGENIEUR ANTONÍN LOS ingenieur, stavitel a geometr 28. 9. 1896 | “ |

Dalšími projekty a realizacemi Antonína Losa bylo například v roce 1897 zřízení betonové kanalizace v Libni, na přelomu let 1897 a 1898 bourání části pražských hradeb (např. Říšská brána), po roce 1900 stavba Škodovy střelnice v Bolevci na okraji Plzně a regulace řeky Labe ve Dvoře Králové nad Labem.
V letech 1905 a 1906 postavila firma Antonína Lose úzkorozchodnou železniční trať Jindřichův Hradec – Obrataň.